# Adolf Nilsen
Adolf Gustinius Nilsen (Stavanger, 3 marzo 1895 – Westminster, ottobre 1983) è stato un canottiere norvegese, vincitore della medaglia di bronzo olimpica nell'otto a Anversa 1920.

## Palmarès
- Giochi olimpici

Anversa 1920: oro nell'otto.